# John Smith (luchador olímpico)
John Smith (Oklahoma, Estados Unidos, 9 de agosto de 1965) es un deportista estadounidense retirado especialista en lucha libre olímpica donde llegó a ser campeón olímpico en Seúl 1988.

## Carrera deportiva
En los Juegos Olímpicos de 1988 celebrados en Seúl ganó la medalla de oro en lucha libre olímpica de pesos de hasta 62 kg, por delante del luchador soviético Stepan Sarkisyan (plata) y del búlgaro Simeon Shterev (bronce).